# YQM-94A Compass Cope
YQM-94A Compass Cope ([ˈkʌmpəs kəʊp]) — высотный разведывательный БПЛА. Первый полёт совершил в июне 1973 года. Разрабатывался по программе Compass Cope, предусматривающей создание многоцелевого высотного БПЛА с продолжительностью полёта более 24 часов. В этой программе на конкурсных основах участвовали две фирмы: Boeing Aerospace Co. и «Теледайн Райн», которые по контракту с ВВС США разработали экспериментальные БПЛА YQM-94A и YQM-98A соответственно.
Программа закрыта в конце 70-х годов, последний уцелевший аппарат был передан в музей в 1979 году.

## Конструкция
Конструктивно YQM-94A представляет собой свободнонесущий моноплан с высокорасположенным крылом. Управление полётом осуществляется из наземного центра, в котором имеется стандартное оборудование кабины пилотируемого самолёта, телевизионный монитор, устройство отображения навигационных данных, аппаратура системы передачи радиокоманд и РЛС TPW-2A. Compass Cope осуществлял взлёт и посадку на обычную ВПП.
- Крыло имеет большое удлинение и малую стреловидность по передней кромке, снабжено воздушными тормозами и элеронами, обшивка алюминиевая.
- Фюзеляж — типа полумонокок, имеет цилиндрическую форму и сужается к хвостовой части. Лонжероны изготовлены из алюминия, а шпангоуты и обшивка — из стекловолокна.
- Хвостовое оперение состоит из двух разнесённых килей с рулями направления и стабилизатора с рулём высоты по всему размаху.
- Шасси — убирающееся трёхстоечное. Основные стойки убираются в обтекатели под консолями крыла, носовая стойка убирается в фюзеляж против направления полёта.
- Силовая установка — один ТРД расположен в гондоле над фюзеляжем в районе крыла. Топливо размещается в крыльевых интегральных баках.
- Бортовое радиоэлектронное оборудование (БРЭО) — размещается в носовой части фюзеляжа и представляет собой лёгкосъёмный модуль. В его состав входит аппаратура систем управления полётом и стабилизации с приёмопередатчиком радиокоманд APW-26. В нижней части фюзеляжа имеется обтекатель, в котором расположена телевизионная камера, используемая для дистанционной посадки[2].

## ЛТХ
- Размах, м 27
- Длина, м 12 (с носовой антенной)
- Высота, м 3,8
- Масса, кг 6500
- Тип ТРД General Electric J97-GE-100
- Тяга, кгс 2370
- Скорость максимальная, км/ч 625
- Скорость крейсерская, км/ч 530
- Продолжительность, ч более 24
- Дальность, м 14500
- Потолок, м 16500